# Івановка (Гомельський район)
Івановка (біл. Іванаўка) — село в Тереницькій сільській раді Гомельського району Гомельської області Республіки Білорусь.

## Географія

### Розташування
За 25 км від залізничної станції Гомель-Пасажирський, 22 км на захід від Гомеля.

## Гідрографія
Річка Біличанка (притока річки Уза).

## Транспортна мережа
Автодорога Жлобин — Гомель. Планування складається з 2 прямолінійних, паралельних між собою вулиць, орієнтованих з південного сходу на північний захід та сполучених короткою прямолінійною вулицею. Забудована двосторонньо дерев'яними будинками садибного типу.

## Вулиці
- П. Хоменкової
- Набережна
- Нова

## Населення

### Чисельність
- 2009 — 129 мешканців.